# Richard Dehmel

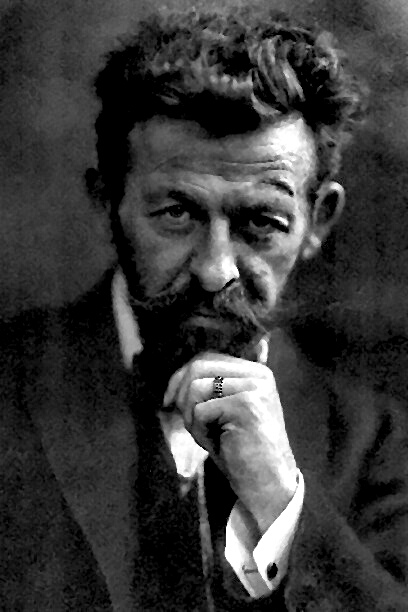
Richard Dehmel, door Rudolf Dührkoop, 1905.

Richard Fedor Leopold Dehmel (Wendisch-Hermsdorf, Pruisen, 18 november 1863 – Blankenese, Duitsland, 8 februari 1920 ) was een Duits dichter en schrijver.

## Leven
Als zoon van een boswachter werd Richard Dehmel geboren in Wendisch-Hermsdorf (nu deel van Münchehofe) in de Provincie Brandenburg van Pruisen.
Nadat hij van het gymnasium in Berlijn was weggestuurd na een conflict met zijn docenten, maakte hij zijn opleiding af in Danzig waar hij natuurwetenschappen, economie, literatuur en filosofie studeerde aan de universiteit. Hij diende er een proefschrift in in de economie.. Vervolgens kwam hij in dienst van een brandverzekeringsmaatschappij. Hij zou er in functie blijven, tot hij zich volledig aan het schrijven ging wijden na de publicatie van zijn tweede bundel met poëzie.
In 1889 trouwde hij Paula Oppenheimer, zus van Franz Oppenheimer. Hij werd actief als schrijver en was mede-oprichter van het PAN magazine in 1894.
Dehmel scheidde van Paula in 1899 en reisde door Europa met Ida Auerbach (geboortenaam Coblentz), die hij in 1901 trouwde, waarna hij zich in datzelfde jaar in Hamburg vestigde.
Dehmels gedichtenbundel Weib und Welt (Vrouw en wereld) veroorzaakte een schandaal in de late jaren 1890: aangeklaagd door de zeer conservatieve dichter Börries von Münchhausen, stond Dehmel terecht wegens obsceniteit en blasfemie. Ondanks zijn eigen niet-schuldigverklaring voor 'Weib und Welt op technische gronden, veroordeelde het hof het werk als obsceen en blasfemisch en verordende het dat het verbrand zou worden. Dehmel zou nogmaals vervolgd worden wegens obsceniteit en blasfemie, maar wederom pleiten dat hij onschuldig was.
Ondanks zijn eerdere gevecht tegen de conservatieven, voegde Dehmel zich bij het aanzwellende koor van de patriottische en oorlogsgezinde Duitse intellectuelen die aantrekkingskracht hadden op de massa om het Reich te steunen in de uitbraak van de Eerste Wereldoorlog in 1914. Als 51-jarige meldde Dehmel zich als vrijwilliger in 1914 en diende tot 1916, toen hij gewond raakte. Hij moedigde het voortzetten van de oorlog door Duitsland aan tot het einde in 1918. Dehmel stierf in 1920 aan de verwonding die hij in de oorlog had opgelopen.

## Literair werk
Dehmel wordt beschouwd als een van de meest vooraanstaande Duitse dichters van de periode voor de Eerste Wereldoorlog. Zijn gedichten werden op muziek gezet door componisten als Richard Strauss, Max Reger, Alexander von Zemlinsky, Arnold Schoenberg, Anton Webern, Ignatz Waghalter, Kurt Weill en de Nederlander Jan van Gilse, of hebben hun geïnspireerd muziek te schrijven. Dehmels belangrijkste thema was "liefde en seks (Eros)", die hij zag als een belangrijke kracht om uit de nauwe banden van de middenklasse te kunnen breken.
Samen met zijn vrouw Paula Dehmel publiceerde hij het kinderboek Fitzebutze. Allerhand Schnickschnack für Kinder (1900). In 1913 publiceerde hij een dichtbundel, Schöne, wilde Welt.

## Werk
- Erlösungen, gedichten, 1891
- Aber die Liebe, gedichten, 1893
- Weib und Welt, gedichten, 1896
- Zwei Menschen. Roman in Romanzen, 1903
- Die Verwandlungen der Venus, gedichten, 1907
- Michel Michael, komedie, 1911
- Schöne wilde Welt, gedichten, 1913
- Die Menschenfreunde, drama 1917
- Mein Leben, autobiografie, 1922 (postuum)